# ТЕС Хамра (UTICO)
ТЕС Хамра (UTICO) — теплова електростанція на північному сході Об'єднаних Арабських Еміратів, у еміраті Рас-ель-Хайма.
У 2010—2011 роках у промисловій зоні Хамра став до ладу опріснювальний завод компанії UTICO, здатний продукувати 110 млн літрів на добу. У комплексі з ним звели теплову електростанцію потужністю 70 МВт, обладнану генераторними установками на основі двигунів внутрішнього згоряння:
- шістьома фінськими компаніями Wartsila типу 18V220Gl;
- десятьма від індійської Waukesha Engine типу APG3000 (створені на основі згаданих вище фінських 18V220GL);
- п'ятьма Caterpiller 3520C.[1][2]

За кілька років станцію підсилили коштом чотирьох генераторних установок Wartsila 34SG загальною потужністю 39 МВт.
Станція розрахована на спалювання природного газу, котрий подається до індустріальної зони Хамра через відгалуження від газопроводу Саджаа – Північні емірати.
Варто відзначити, що опріснювальний завод UTICO використовує технологію зворотного осмосу. Таким чином, на відміну від більшості створених в ОАЕ водно-енергетичних комплексів, ТЕС у Хамрі не постачає залишкове тепло для випаровування води, а лише забезпечує потреби опріснювальних установок в електроенергії. При цьому на 2020 рік заплановане суттєве розширення опріснювальних потужностей, що має довести їх пропускну здатність до понад 300 млн літрів на добу.
Для подачі електроенергії та води до споживачів за межами зони Хамра (зокрема, до індустріальних парків Ракіа (Rakia) та Хайл (Ghail), а також до еміратів Умм-ель-Кайвайн, Аджман і Шарджа), UTICO створила систему ЛЕП та водопроводів загальною протяжністю у кілька сотень кілометрів.